# 17909 Nikhilshukla
17909 Nikhilshukla este un asteroid din centura principală de asteroizi.

## Descriere
17909 Nikhilshukla este un asteroid din centura principală de asteroizi. A fost descoperit pe 19 martie 1999 la Socorro, New Mexico, în cadrul proiectului LINEAR. Asteroidul prezintă o orbită caracterizată de o semiaxă mare de 2,76 ua, o excentricitate de 0,14 și o înclinație de 8,6° în raport cu ecliptica.